# Bad Company
Bad Company — британський блюз-рок гурт, утворений у серпні 1973 року у Вестмінстері Лондон. До складу гурту ввійшли: Пол Роджерс, (вокал); Саймон Керк (Simon Kirke), 28.07.1949, Шрюсбері, Велика Британія — вокал, ударні; Мік Ральфс (1944-2025) — гітара та
Боз Беррелл (Boz Burred), справжнє ім'я Реймонд Беррелл (Raymond Burrell), 1946, Лінколншер, Велика Британія — бас.
Походження гурту з Весмінстера, Лондон.
Попередня участь Роджерса та Керна у Free, а Ралфса у Mott The Hoople надали Bad Company статус блюзового супергурту. Їх стиль — динамічний вокал поряд з важкими, виразними гітарними рифами, який вони презентували на бестселерівському дебютному альбомі, що його видала власна фірма гурту Led Zeppelin — «Swan Song», дуже нагадував гурт Free. Чергові платівки, записані у другій половині сімдесятих років, принесли гурту успіх по обидва боки Атлантики, а кілька великих турне ще підкріпили їх популярність. Чималу популярність здобув гурт і кількома синглами з хітовими творами, наприклад, «Can't Get Enough», «Movin» On", «Feel Like Makin' Love», «Young Blood». «Rock'n'Roll Fantasy» та «If You Needed Somebody».
Після трирічної перерви 1982 року з'являється їх альбом «Rough Diamonds», який потрапив у британський Тор 20, а в США піднявся до двадцять шостого місця. Однак у червні 1983 року після майже десятирічної діяльності гурт розпався. Проте у квітні 1986 року музиканти знову зібрались, щоправда, місце Роджерса цього разу зайняв ексвокаліст формації Теда Нуджента Брайн Хоу (Brian Howe). Цим складом Bad Company записали платівку «Fame & Fortune», а вже після її видання Баррелла замінив Стів Прайс (Steve Price). Однак чергові лонгплеї, як і попередній, були лише блідою копією минулих досягнень. Щоправда, альбом «Holy Water» мав чималий успіх у США і здобув там статус «платинової платівки». У подібному стилі був зроблений альбом «Here Comes Trouble», до якого ввійшов хітовий твір «How About That».
1993 року гурт випустив перший у своїй кар'єрі концертний лонгплей «Live — What You Hear is What You Get».
Роджерс, після того, як залишив Bad Company, записав сольну платівку, а пізніше разом з Джиммі Пейджем утворив гурт The Firm. На початку дев'яностих Роджерс очолив гурт The Law.

## Дискографія
- 1974: Bad Company
- 1975: Straight Shooter
- 1976: Run With The Pack
- 1977: Burning Sky
- 1979: Desolation Angels
- 1982: Rough Diamonds
- 1986: Ten From Six — The Best Of Bad Company
- 1986: Fame & Fortune
- 1988: Dangerous Age
- 1990: Holy Water
- 1992: Here Comes Trouble
- 1993: Live — What You Hear Is What You Get
- 1995: Company Of Strangers

### Пол Роджерс
- 1983: Cut Loose
- 1985: The Firm (разом з гуртом The Firm)
- 1986: Mean Business (разом з гуртом The Firm)
- 1991: The Law (разом з гуртом The Law)

### Мік Ральфс
- 1985: Take This!